# Bosisio Parini
Bosisio Parini (lombardul: Bùsis) település Olaszországban, Lombardia régióban, Lecco megyében. Lakosainak száma 3285 fő (2023. január 1.). Bosisio Parini Annone di Brianza, Cesana Brianza, Eupilio, Molteno és Rogeno községekkel határos.

## Népesség
A település népességének változása:
| Lakosok száma | 3429 | 3424 | 3285 |
|               | 2017 | 2018 | 2023 |